# 883 Matterania
883 Matterania, asteroid glavnog pojasa. Otkrio ga je Max Wolf, 14. rujna 1917.

## Vanjske poveznice
- Minor Planet Center